# Saint-Julien-le-Pèlerin
 Saint-Julien-le-Pèlerin  là một xã thuộc tỉnh Corrèze trong vùng Nouvelle-Aquitaine miền trung Pháp.